# Sumitomo
Sumitomo (住友), nommé d'après son fondateur, Masatomo Sumitomo, est le nom d'un des plus vastes et des plus anciens conglomérats industriels japonais.

## Histoire
Masatomo Sumitomo (住友 政友, Sumitomo Masatomo, 1585-1652) naît dans une famille de samouraïs à Maruoka dans la province d'Echizen (aujourd'hui Sakai), et qui déménage à Kyoto alors qu'il a 12 ans. Suivant le vœu de ses parents, il devient prêtre au sein de la nouvelle école bouddhiste Nehan (涅槃宗, Nehan-shū). Sa grande sœur épouse Riemon Soga (蘇我 理右衛門, Soga Riemon, 1572-1636), qui gère à Kyoto une entreprise d'affinage de cuivre appelé Izumiya (泉屋) qu'il a créée en 1590 ; tous suivent la secte Nehan. Lorsque le gouvernement japonais fait de cette école un mouvement de la secte Tendai, Masatomo quitte les ordres à 45 ans pour ouvrir une boutique de livres et de médicaments à Kyoto du nom de Fujiya (富士屋), vers 1630.
Le fils de Riemon, Tomomochi (友以, 1607-1662), épouse la fille de Masatomo et prend le nom de Sumitomo. Il réunit les deux familles en une, et développe la société commune devenue maison de commerce.
L'entreprise doit son expansion à l'exploitation de la mine de cuivre de Besshi à partir de 1691, jusqu'en 1973. Les premières règles régissant la Maison Sumitomo sont rédigés en 1882, et des principes commerciaux sont définis en 1891. Sumitomo gōshi kaisha (住友合資会社), ancêtre de la maison mère, est fondé en 1928.
Zaibatsu, constituant la colonne vertébrale du complexe militaro-industriel japonais jusqu'en 1945, le conglomérat est considéré comme un keiretsu depuis la fin de l'occupation du Japon par les États-Unis.
Sumitomo Metal Industries faisait partie du groupe jusqu'à sa fusion avec Nippon Steel en 2012.

## Sociétés du groupe
Les sociétés du groupe opèrent des domaines aussi variés que la chimie, l'industrie lourde, la finance, l'assurance, l'industrie minière, le commerce, le transport, la construction, l'électronique, les services, l'armement, ou encore l'immobilier. En 2020, ses sociétés membres sont :
- Meidensha (en)
- Mitsui Sumitomo Insurance, assurance
- NEC, électronique et produits électriques
- Nippon Sheet Glass, verre
- Nissin Electric (en)
- SCSK
- Sumitomo Bakelite, chimie
- Sumitomo Chemical, chimie
- Sumitomo Construction Machinery, machines de construction
- Sumitomo Corporation, sōgō shōsha
- Sumitomo Dainippon Pharma, chimie
- Sumitomo Densetsu
- Sumitomo Electric Industries, électronique et produits électriques
  - Sumitomo Rubber Industries[5]
- Sumitomo Forestry (en), exploitation forestière
- Sumitomo Heavy Industries (en), machines, construction navale et armements
- Sumitomo Life Insurance, assurance
- Sumitomo Metal Mining, métaux non ferreux
- Sumitomo Mitsui Auto Service
- Sumitomo Mitsui Construction (en), construction
- Sumitomo Mitsui Financial Group, finance[6]
  - SMBC Nikko Securities
  - Sumitomo Mitsui Banking (en)
  - Sumitomo Mitsui Card
  - Sumitomo Mitsui Finance And Leasing
  - The Japan Research Institute
- Sumitomo Mitsui Trust Bank (via Sumitomo Mitsui Trust Holdings)
- Sumitomo Osaka Cement, ciment
- Sumitomo Precision Products (en), machines de précision
- Sumitomo Realty & Development, immobilier
- Sumitomo Riko (en)
- Sumitomo Seika Chemicals, chimie
- Sumitomo Wiring Systems
- The Sumitomo Warehouse